# 海老澤紳一
海老澤紳一（えびさわ しんいち）は、茨城県笠間市出身のレーシングドライバーである。また、メーカー系のイベントインストラクターなどでも活躍している。

## 来歴
レースデビューは1992年、当時大盛況だったプロダクションカーレス、筑波グランナショナルスピードカップのAE86でポールトゥーウィンでデビュー戦を飾った。1992年 - 1993年を86使いとして観客を魅了した。
戦歴はメーカー系ワンメークレースや耐久レースの参戦が多く、トヨタC/SNCレースやHONDAシビックレース、ベルノエキサイティングカップ、筑波ナイター8時間耐久レース、N-1耐久レース、スーパー耐久、もてぎチャンピオンカップ、もてぎ菅生ツーリングカー選手権、JOY耐7時間耐久レースなどで活躍、数多くの優勝とシリーズタイトルを獲得している。
2017年にはHONDAワークスドライバーとしてスーパー耐久レースシリーズにCIVICでTCRクラスに参戦し優勝も経験しているベテランドライバーで、茨城県笠間市でレーシングガレージを経営している。